# Hartford Township (Missouri)
Hartford Township est un ancien township, situé dans le comté de Pike, dans le Missouri, aux États-Unis,.
Le township est probablement baptisé en référence à la ville de Hertford en Angleterre.

### Source de la traduction
- (en) Cet article est partiellement ou en totalité issu de l’article de Wikipédia en anglais intitulé « Hartford Township, Pike County, Missouri » (voir la liste des auteurs).